# Mošeja Kutubija
Mošeja Kutubija (arabsko جامع الكتبية arabsko: [jaːmiʕu‿lkutubijːa(h)]) je največja mošeja v Marakešu v Maroku. Stoji v jugozahodni medinski četrti Marakeša, blizu tržnice Džema el-Fna, obkrožajo pa jo veliki vrtovi.
Mošejo je leta 1147 ustanovil almohadski kalif Abd al-Mumin takoj po tem, ko je osvojil Marakeš od Almoravidov. Drugo različico mošeje je v celoti obnovil Abd al-Mumin okoli leta 1158, z Jakub al-Mansurjem, ki je morda dokončal gradnjo minareta okoli leta 1195. Ta druga mošeja je struktura, ki stoji danes. Je pomemben primer almohadske arhitekture in arhitekture maroških mošej na splošno. Stolp minareta, visok 77 metrov, je okrašen z različnimi geometrijskimi motivi, na vrhu pa je zvonik in kovinske krogle. Verjetno je navdihnil druge stavbe, kot sta Giralda v Sevilji in Hasanov stolp v Rabatu, ki sta bili zgrajeni kmalu zatem v istem obdobju. Minaret velja tudi za pomembno znamenitost in simbol Marakeša.

## Etimologija
Ime mošeje izhaja iz arabske besede kutubijin (كُتُبيين), kar pomeni 'prodajalci knjig'. Mošeja Kutubija ali knjigarnarjeva mošeja odraža knjigotržsko trgovino, ki se izvaja na bližnjem suku. V preteklosti je kar 100 prodajalcev knjig delalo na ulicah ob vznožju mošeje.

## Geografija
Mošeja stoji približno 200 metrov zahodno od mestne tržnice Džema El Fna, pomembne tržnice, ki obstaja že od ustanovitve mesta. Stoji ob aveniji Mohameda V., nasproti Place de Foucauld. Med francosko okupacijo se je razvilo omrežje cest z mošejo kot osrednjo znamenitostjo v ville nouvelle. Zahodno in južno od mošeje je opazen rožni vrt, čez avenijo Houmman-el-Fetouaki pa je majhen mavzolej almoravidskega emirja Jusufa ibn Tašfina, enega od velikih graditeljev Marakeša, sestavljen iz preproste nazobčane strukture.
V mošejski promenadi, ki se obrne proti Džema el Fna, so razvaline prve mošeje Kutubija. Na severni strani prvotne mošeje je bil odkrit tudi del oboda Ksar al-Hadžarja, prvotne kamnite trdnjave, ki jo je leta 1070 zgradil Abu Bakr ibn Umar, almoravidski ustanovitelj mesta. Danes so na severovzhodnem vogalu teh ruševin in na drugih območjih okoli sosednjega trga vidni tudi različni ostanki, ki jih pripisujejo palači Alija ibn Jusufa, zgrajeni poleg trdnjave in dokončani leta 1126, preden so jo porušili Almohadi, da bi naredili prostor za svojo novo mošejo. Neposredno vzhodno od sedanje mošeje je obzidana rezidenca iz 19. stoletja, znana kot Dar Mulaj Ali, ki zdaj služi kot francoski konzulat.
Na isti promenadi je tudi majhna stavba z belo kupolo, Kuba Lala Zohra. To je grobnica Fatime Zohra bint al-Kuš (imenovane tudi Lala Zohra), mističarke, ki je umrla v začetku 17. stoletja in je bila pokopana tukaj blizu mošeje.

## Zgodovina

### Almohadska osvojitev in reforma Marakeša
Mesto Marakeš je okoli leta 1070 ustanovila rodbinaa Almoravidov kot svojo prestolnico, vendar so ga leta 1147 zavzeli Almohadi pod svojim voditeljem Abd al-Muminom. Medtem ko so se Almohadi odločili, da Marakeš postane tudi njihova prestolnica, niso želeli nobene sledi o verskih spomenikih, ki so jih zgradili Almoravidi, njihovi zagrizeni sovražniki, saj so jih imeli za krivoverce. Po poročilih so porušili vse mošeje v mestu, vključno z glavno mošejo, mošejo Ben Jusuf, z argumentom, da almoravidske mošeje niso bile poravnane s pravilno kiblo (smerjo molitve).
Ker je bila nekdanja velika mošeja Almoravidov (tj. prvotna mošeja Ben Jusufa) že tesno vključena v okoliško mestno tkivo, za Almohade ni bilo praktično, da bi na istem mestu ponovno zgradili popolnoma novo mošejo z bistveno drugačno orientacijo. Možno je, da mošeje niti niso porušili, ampak so jo le opustili. Almohadi so morda tudi želeli, da bi bila glavna mošeja mesta bližje kazbi in kraljevim palačam, kot je bilo običajno v drugih islamskih mestih. Posledično se je Abd al-Mumin odločil zgraditi novo mošejo tik ob nekdanji almoravidski kazbi, Ksar el-Hadžar, ki je postala mesto nove kraljeve palače Almohadov, ki je zahodno od glavnega mestnega trga (kar je danes Džema el-Fna).

#### Poravnava kible Almohad proti Almoravidu
Vprašanje poravnave kible Kutubije in drugih almohadskih mošej (in srednjeveških islamskih mošej na splošno) je zapleteno in se pogosto napačno razume. Utemeljitev, ki so jo Almohadi podali za uničenje obstoječih almoravidskih mošej je bila, da je bila njihova kibla usmerjena preveč proti vzhodu, kar so Almohadi ocenili kot nepravilno, saj so imeli raje tradicijo, ki je obstajala v zahodnem islamskem svetu (Magreb in Al Andaluz), po kateri bi morala biti kibla namesto tega usmerjena proti jugu. Ta poravnava je bila dejansko bolj oddaljena od 'prave' kible, ki se danes uporablja v sodobnih mošejah povsod in kaže neposredno proti Meki (tj. proti najkrajši možni poti čez zemeljsko površje med mošejo in Meko). Usmerjenost kible se je skozi srednjeveško obdobje Maroka spreminjala, vendar so Almohadi na splošno sledili orientaciji med 154° in 159° (številke, izražene kot azimut od pravega severa), medtem ko je 'prava' kibla v Marakešu 91° (skoraj naravnost proti vzhodu). Ta prava kibla je bila sčasoma sprejeta v sodobnem času in je vidna v novejših mošejah – vključno s sedanjo mošejo Ben Jusufa, ki je bila obnovljena leta 1819 s kiblo 88° (nekoliko predaleč severno, a zelo blizu 91°).
Srednjeveški muslimani so imeli dovolj matematičnega znanja za izračun razmeroma natančne 'prave' kible. Bolj vzhodna orientacija kible (ki je kazala približno proti Meki) je bila očitna že v kraljevi mošeji Medina Azahara (tik izven Cordobe), zgrajeni pozneje v 10. stoletju, kot tudi v orientaciji prvotne mošeje Almoravidov Ben Jusuf (ustanovljene leta 1126), ocenjene na 103°.
Almohadi, ki so se po teh obdobjih povzpeli na oblast, so očitno izbrali orientacijo kible, ki so jo videli kot bolj starodavno ali tradicionalno. Učenjaki še vedno dvomijo, ali je bila njihova razlaga kible resnična in dosledno upoštevana direktiva ali večinoma simboličen argument za razlikovanje od Almoravidov. Almohadska kibla je bila podobna orientaciji kible prestižne Velike mošeje v Cordobi in mošeje Karauin v Fesu, ki sta bili ustanovljeni v zgodnjem obdobju v poznem 8. do 9. stoletju. Ta tradicionalna kibla je temeljila na izreku (hadisu) Mohameda, ki pravi, da »Kar je med vzhodom in zahodom, je kibla« (najverjetneje v zvezi z njegovim časom v Medini, severno od Meke), ki je tako legitimiral južne usmeritve. Ta praksa je morda poskušala posnemati orientacijo sten pravokotne stavbe Kabe znotraj Velike mošeje v Meki, ki temelji na drugi tradiciji, ki je menila, da so različne strani Kabe povezane z različnimi deli muslimanskega sveta. V tej tradiciji je bila severozahodna stran Kabe povezana z Al Andaluzom in v skladu s tem je bila Velika mošeja v Cordobi usmerjena proti jugovzhodu, kot da bi bila obrnjena proti severozahodni fasadi Kabe, s svojo glavno osjo, vzporedno z glavno osjo stavbe Kabe (ki je usmerjena od jugovzhoda proti severozahodu). Ta arhitekturna poravnava je bila običajno dosežena z uporabo astronomskih poravnav za reprodukcijo ustrezne orientacije same Kabe, katere mala os je poravnana s smerjo sončnega vzhoda ob poletnem solsticiju.

### Prva mošeja Kutubija
Najpogosteje sprejeta kronologija gradnje mošeje je tista, ki sta jo prvotno predlagala francoska učenjaka Henri Terrasse in Henri Basset med študijem almohadskih spomenikov v prvi polovici 20. stoletja, z nadaljnjimi izboljšavami Gastona Deverduna v svoji knjigi o Marakešu iz leta 1959. Po tem mnenju je Abd al-Mumin začel graditi prvo mošejo Kutubija leta 1147, istega leta, ko je osvojil mesto. Datum dokončanja prve mošeje ni potrjen, vendar se ocenjuje, da je bilo okoli leta 1157, ko je z gotovostjo znano, da so se v mošeji izvajale molitve, saj so leta 1157 sem prenesli slavni izvod Korana, ki ga pripisujejo roki kalifa Osmana in so ga prej hranili v veliki mošeji v Cordobi.
Novejša (2022) študija učenjakov Antonia Almagra in Alfonsa Jiméneza se zavzema za ponovno interpretacijo arabskih zgodovinskih virov in predlaga alternativno kronologijo. Trdita, da Abd al-Muminovo naročilo nove mošeje ni bilo povezano z osvojitvijo mesta, temveč bi ga lahko navdihnil prenos Osmanovega Korana leta 1157. Po njunem mnenju se je gradnja mošeje začela maja 1158 in je bila dokončana kasneje istega leta, hitra gradnja, ki je bila mogoča zaradi uporabljenih gradbenih metod (opeka in nabita zemlja) in ponovne uporabe razpoložljivih materialov v bližini.
Čeprav danes ne stoji več, je postavitev prve mošeje dobro znana zaradi sodobnih izkopavanj, ki so se začela leta 1923. Izkopani temelji mošeje, kot tudi obris njenega mihraba in stene kible, so še danes vidni na severozahodni strani druge mošeje.
Mošeja, povezana z obzidjem nekdanje kazbe Almoravidov, je bila morda zgrajena na vrhu nekaterih prizidkov nekdanje palače Almoravidov in morda celo nad kraljevim pokopališčem ali mavzolejem. Nova mošeja je bila verjetno povezana s sosednjo kraljevo palačo preko prehoda (sabat), ki je almohadskemu kalifu omogočal vstop v molitveno dvorano neposredno iz njegove palače, ne da bi moral iti skozi javne vhode (v nasprotju s podobnim prehodom, ki je obstajal med Veliko mošejo v Cordobi in bližnjo Omajadsko palačo). Ta prehod je verjetno potekal skozi imamovo sobo za jugovzhodno steno kible in je zato morda izginil, ko je bila na tem območju zgrajena druga mošeja.
Na neki točki je Abd al-Mumin v svojo novo mošejo prenesel tudi almoravidski minbar iz mošeje Ben Jusuf, ki ga je prvotno naročil Ali ibn Jusuf iz delavnice v Cordobi. Sodobna arheološka izkopavanja so prav tako potrdila obstoj skoraj legendarnega mehanizma v prvi mošeji Kutubija, ki je omogočal leseni maksuri (zaslon, ki ločuje kalifa in njegovo spremstvo od preostale množice med molitvijo), da se je na videz sama dvignila iz jarka v zemlji in se nato na enak način umaknila, ko je kalif odšel. Drugi polavtomatski mehanizem je prav tako omogočil, da se minbar pojavi in premakne naprej iz svoje skladiščne komore (zraven mihraba) na videz sam. Natančno delovanje mehanizma ni znano, vendar je morda temeljilo na skritem sistemu protiuteži.
Nova almohadska mošeja je bila s svojimi predmeti iz Cordobe in bližino palače tako prežeta z veliko politično in versko simboliko. Bila je tesno povezana z vladajočo rodbino Almohadov, hkrati pa se je subtilno sklicevala na starodavni Omajadski kalifat v Cordobi, čigar Velika mošeja je bila model za večino poznejše maroške in mavrske arhitekture.
Ni jasno, ali je imela prva mošeja Kutubija minaret, čeprav nekateri zgodovinarji domnevajo, da je bil nekdanji bastijon ali vrata kazbe Almoravidov morda ponovno uporabljen za prvi minaret mošeje. Fragmenti takšne strukture so danes vidni na severovzhodnem vogalu prve mošeje. Francoski arheolog Jacques Meunié jih je identificiral kot ostanke vrat (imenovanih Bab 'Ali ali Bab 'Ali ibn Jusuf), ki pripadajo palačni razširitvi kazbe Almoravidov Alija ibn Jusufa. Ta stavba je bila morda spremenjena v prvi minaret mošeje ali pa je služila kot podstavek minareta. Ostanki tega minareta so bili morda vidni celo v začetku 19. stoletja, ko se zdi, da risba območja, ki jo je naredil Ali Bey el Abbassi, prikazuje drugi stolp, ki stoji severno od današnjega minareta Kutubija. Almagro in Jiménez sta trdila, da danes vidni ostanki pripadajo prvemu almohadskemu minaretu in da je bil zgrajen nad vogalnim stolpom trdnjave Almoravidov in ne nad vrati palače.

### Druga (sedanja) mošeja Kutubija
Na neki točki se je Abd al-Mumin odločil zgraditi drugo mošejo, ki je neposredno mejila na jugovzhodno (kibla) stran prve mošeje. Razlogi za to nenavadno odločitev še vedno niso popolnoma razumljeni. Najbolj priljubljena zgodovinska pripoved trdi, da je Abd al-Mumin odkril, verjetno med gradnjo, da je bila prvotna mošeja narobe poravnana s kiblo (verjetno po Almohadskih merilih). Druga mošeja je res poravnana nekoliko bolj proti jugu, na azimutu 159° ali 161° od pravega severa, v primerjavi s poravnavo 154° prve mošeje, zaradi česar je druga mošeja dejansko 5 do 7 stopinj bolj izven poravnave glede na 'pravo' ali sodobno kiblo. Zakaj je bila izbrana ta nekoliko drugačna poravnava, ni jasno; mogoče je, da je bila prva mošeja poravnana z obzidjem Ksar el-Hadžar in da je bilo to takrat ocenjeno kot zadostno, toda da se je poravnava druge mošeje bolj ujemala z mošejo Tinmal (pomembno versko mesto Almohadov), ki je bila medtem zgrajena. Drugi možni motivi za gradnjo druge mošeje so morda bili prilagoditev naraščajočemu prebivalstvu, da bi bila bolj impresivna s podvojitvijo njene velikosti ali celo kot izgovor, da bi bila ena od mošej izključno za vladajoče elite, medtem ko je drugo uporabljalo splošno prebivalstvo.
Tudi datumi izgradnje druge mošeje niso natančno določeni. En zgodovinski vir, ki ga je prvotno napisal Ibn Tufail in poročal al-Makari, trdi, da je Abd al-Mumin začel graditi mošejo maja 1158 (Rabi' al-Thani 553 po hidžri in da je bila dokončana z otvoritvijo prve petkove molitve septembra (šaban) istega leta. Ker se zdi to obdobje gradnje neverjetno kratko, je verjetno, da se je gradnja začela pred majem 1158 ali (morda bolj verjetno) nadaljevala po septembru 1158.
Tudi danes viden minaret mošeje ni dokončno datiran. Nekateri zgodovinski viri ga pripisujejo Abd al-Muminu (ki je vladal do leta 1163), medtem ko ga drugi pripisujejo Jakubu al-Mansurju (ki je vladal med 1184 in 1199). Po mnenju francoskega učenjaka Gastona Deverduna in nekaterih poznejših zgodovinarjev je najverjetnejši scenarij, da so minaret začeli graditi pred letom 1158 in ga je v veliki meri zgradil Abd al-Mumin ali pa ga je vsaj načrtoval po njegovem naročilu. Verjetno pa je, da je Jakub al-Mansur dokončal delo med svojo vladavino ali da je leta 1195 dodal majhen sekundarni stolp ('lanterna') na njegovem vrhu.
Druga mošeja Kutubija je bila zgrajena skoraj enako kot prva, razen njene prilagojene orientacije. Postavitev, arhitekturne zasnove, dimenzije in materiali, uporabljeni za gradnjo, so bili skoraj vsi enaki. Edine arhitekturne razlike so v nekaterih podrobnostih in v tem, da je bila druga mošeja nekoliko širša od prve. Tloris mošeje je nekoliko nepravilen tudi zaradi dejstva, da je njena severna stena še stara južna stena prve mošeje, ki je pod nekoliko drugačnim kotom (zaradi drugačne orientacije kible).
Mošeja Kutubija, natančneje njen minaret, je bila predhodnica dveh drugih struktur, zgrajenih po istem vzorcu, Hasanov stolp v Rabatu (monumentalne mošeje, ki jo je začel Jakub al-Mansur, a nikoli dokončane) in Velike mošeje v Sevilji v Španiji, katere minaret je ohranjen kot Giralda. Tako je postal eden od modelov za poznejše maroško-andaluzijske arhitekture.

### Opustitev prve mošeje
Ni znano, kdaj je bila prva mošeja dejansko zapuščena, niti ni zagotovo znano, ali so jo nekoč zavestno porušili ali pa so jo preprosto zapustili in pustili propadati. Mnogi učenjaki menijo, da sta mošeji najverjetneje nekaj časa obstajali kot ena velika mošeja. Če je res, potem je bila stara kibla (južna) stena prve mošeje, ki je postala severna stena druge mošeje, verjetno na mnogih mestih odprta, da bi omogočila enostavno kroženje med starimi in novimi stavbami. To so zapečatili šele pozneje, kot je danes. Poleg tega se zdi, da je bil trenutni minaret mošeje integriran v tkivo obeh mošej, kar dokazujejo ostanki arkade, ki je pripadala prvi mošeji in je še danes pritrjena na podnožje minareta.
Deverdun je v svoji študiji o Marakešu iz leta 1959 predlagal možnost, da je bila prva mošeja zapuščena šele potem, ko je Jakub al-Mansur zgradil novo Kazbo ali kraljevo citadelo južneje. Kot del te citadele je al-Mansur zgradil novo mošejo Kazba, dokončano leta 1190, ki je kasneje služila kot glavna mošeja kalifa in vladajočih elit. Tako bi stara Kutubija postala manj uporabna – še posebej prva mošeja, ki je bila prizidana nekdanji, danes zapuščeni, kraljevi palači. Možno je tudi, da je bila prva Kutubija porušena, da bi se njeni materiali ponovno uporabili pri gradnji nove kazbe in njene mošeje.
Almagro in Jiménez v svoji študiji iz leta 2022 predlagata, da sta tako prva kot druga mošeja še naprej delovali kot ena mošeja do 17. stoletja. Domnevajo, da je bila mošeja v drugi polovici 17. stoletja, ko je moč rodbine Saadi padla in je Marakeš doživel obdobje zatona, zanemarjena in propadala. Ko je bil Marakeš deležen prenove v drugi četrtini 18. stoletja, je bil drugi del mošeje obnovljen, njeni deli so bili na novo zgrajeni, vendar je bil starejši del, ki je bil verjetno bolj uničen, opuščen, namesto da bi ga obnovili. Na tej točki so bili prehodi, ki so povezovali oba dela, zaprti, s čimer se je druga mošeja spremenila v lastno, samostojno stavbo, kot je videti danes.

### Moderno obdobje
O mošeji v zgodnjem novem veku obstaja malo dokumentacije. Na podlagi slogovnih razlogov Almagro in Jimnez trdita, da so okrašeni leseni stropi mošeje (zlasti nad osrednjo ladjo) nastali nekje v alavijskem obdobju in po 17. stoletju, najverjetneje med obnovo v 18. stoletju. V 19. stoletju zapisi kažejo, da sta alavijska sultana Mohamed IV. maroški (vladal 1859–1873) in Hasan I. Maroški (vladal 1873–94) obnovila zgornji del minareta. Nadaljnja obnova je bila izvedena v 20. stoletju.
Minaret mošeje je prikazan na sliki Stolp mošeje Kutubja, Winstona Churchilla, ki je nastala po konferenci v Casablanci leta 1943. Mošeja in njen minaret sta bila obnovljena konec 90. let prejšnjega stoletja. Leta 2016 je bila mošeja opremljena s sončnimi kolektorji, solarnimi grelniki vode in energetsko učinkovitimi LED lučmi kot del prizadevanj, da bi državne mošeje postale bolj odvisne od obnovljive zelene energije.
Mošeja je še vedno aktivna in nemuslimanom ni dovoljen vstop. Vendar pa je mogoče obiskati mošejo Tinmal, zgrajeno po istem vzorcu, ki je neaktivna, a ohranjena kot zgodovinsko mesto južno od Marakeša.
8. septembra 2023 je potres z magnitudo 6,8 Mw poškodoval mošejo. Videoposnetki med potresom so pokazali, kako se je struktura mošeje tresla. Stavba je po potresu ostala stoječa, vendar so opazili razpoke v minaretu. Marca 2024 je bila mošeja po zaključku obnovitvenih del ponovno odprta.

## Arhitektura
Arhitekturni detajli prve in druge mošeje so skoraj enaki, razen orientacije. Torej, kar velja za eno, velja za drugo, čeprav je prva mošeja danes vidna le kot arheološka ostalina. Mošeja je značilna almohadska zasnova, njeni različni elementi pa spominjajo na mnoge druge mošeje iz istega obdobja. Mošeja je tlorisno nekoliko nepravilen štirikotnik zaradi ujemanja njene severne stene z nekdanjo južno steno prve mošeje in njene drugačne orientacije. Sedanja mošeja je široka približno 90 metrov, dolga 57 metrov na zahodni strani in 66 metrov na vzhodni strani. Poleg minareta je mošeja običajno zgrajena iz opeke, čeprav se za dele zunanjih sten uporablja tudi zid iz peščenjaka. Isti materiali in načini gradnje so razvidni tudi v prvi mošeji.

### Zunanjost
Mošeja Stoji na velikem trgu z vrtovi in je ponoči osvetljena z reflektorji. Obzidje na severni strani prve mošeje se je naslanjalo na obzidje stare almoravidske trdnjave (Ksar el-Hadžar). V mošejo je osem vhodov: štirje na zahodni in štirje na vzhodni strani. Vzhodna stran je obrnjena proti ulici, kjer so bile knjigarne, od tod tudi ime »Knjigotržčeva mošeja«. Na južni strani mošeje je zasebni vhod za imama, ki vodi do vrat na levi strani mihraba. V zgodovini je imela prva mošeja Kutubija tudi zasebni vhod poleg mihraba, ki ga je vladar uporabljal za neposreden vstop v maksuro.

### Notranjost
Pravokotni sahn ali dvorišče je v severnem delu mošeje. Široko je 45 metrov, kar je enako širini devetih osrednjih ladij, in dolgo oziroma globoko 23 metrov. V središču dvorišča je vodnjak za umivanje. Dandanes so drevesa zasajena v mrežastem vzorcu po dvorišču. Okrasje je sicer omejeno na loke, ki potekajo vzdolž robov dvorišča, pri čemer so nekateri loki poudarjeni z izrezljano večplastno profilacijo okoli njih.

### Molitvena dvorana
Notranja molilnica je hipostilna dvorana z več kot 100 stebri, ki podpirajo vrste podkvastih lokov, ki dvorano delijo na 17 vzporednih ladij, ki potekajo pravokotno na južno steno ali približno od severa proti jugu. Stebri in oboki so iz opeke, prekrite z belim ometom. Devet ladij v sredini ustreza širini dvorišča na severu in poteka v dolžini šestih lokov, medtem ko štiri najbolj oddaljene ladje potekajo neprekinjeno vzdolž vzhodne in zahodne strani dvorišča (ustrezajo dolžini štirih dodatnih lokov), s čimer se razširi molitvena dvorana okoli obeh strani dvorišča. Vse ladje so znotraj prekrite s stropi iz berchle ali maroški lesen okvir, zunaj pa s poševnimi strehami iz zelenih ploščic.
Mihrab, niša, ki simbolizira kiblo (smer molitve), je postavljen na sredino stene kible (južne stene) molitvene dvorane in je osrednji poudarek postavitve. Molitvena dvorana ima tloris T, tako da sta osrednja ladja, poravnana z mihrabom, in drugi prečni (tj. pravokotni) hodnik, ki poteka vzdolž stene kible, širši od drugih hodnikov in se sekata (tako tvorita črko T v tlorisu mošeje). To postavitev najdemo v drugih almohadskih mošejah in v vseh večjih mošejah Magreba v večjem delu islamskega obdobja; jasen T-tloris je na primer prisoten v Veliki mošeji Kairouan v Tuniziji iz 9. stoletja in v poznejših maroških mošejah. Srednja ladja in južna prečna ladja sta poleg večje širine še drugače arhitekturno poudarjeni. Za razliko od drugih ladij je osrednja ladja namesto dolge poševne strehe pokrita z nizom kupolastih stropov. Osrednja ladja, kot tudi sosednja ladja na obeh straneh, je s petimi prečnimi loki (tj. loki, pravokotni na druge loke) razdeljena na traveje. Prečni lok tik pred mihrabom, kot tudi dva vzporedna loka na obeh straneh mihraba, imajo namesto podkvastega profila lambrekin profil, njihovi intradosi pa so izrezljani z muqarnas dekoracijo. Končno je južni (ali kibla) prečni prehod mošeje na severni strani obrobljen z dodatno vrsto prečnih lokov s večlistnim profilom, ki ga ločuje od ostalega dela mošeje. Tusi drugje se uporabljajo prečni večlistni ali lambrekinski loki za razmejitev podaljškov molitvene dvorane na obeh straneh dvorišča od preostalega dela mošeje.
Južna ladja kible je dodatno okrašena s petimi dovršenimi kupolami z muqarnas okrasom: ena pred mihrabom, ena na obeh južnih vogalih molitvene dvorane in še dve med njima (ali, natančneje, na južnem koncu najbolj zunanjih ladij, ki sekajo z dvoriščem). Muqarnas je sestavljen iz satja ali stalaktitu podobne skulpture, sestavljene iz stotin majhnih niš, razporejenih v tridimenzionalno geometrijsko kompozicijo. Čeprav je izdelana z isto tehniko, je natančna geometrijska sestava vsake kupole v mošeji nekoliko drugačna. Večina sestavnih niš je gladkih, vendar so v zgornjih delih geometrijskih niš vklesane osemkrake zvezde.
Mihrab ima obliko, ki izhaja iz sloga Velike mošeje v Cordobi, čeprav z nekaj spremembami v dekorativnih elementih. Sestavljen je iz odprtine podkvastega loka, ki vodi do miniaturne komore, ki jo pokriva osmerokotna kupola z muqarnas. Rezbarski okras prekriva stenske površine okoli mihrabskega loka. Lok je obrobljen z nazobčano profilacijo znotraj pravokotnega okvirja iz alfiza, z rozetami v zgornjih vogalih. Nad tem je pet lažnih oken, ki tvorijo slepo arkado, pri čemer sta dve okni zapolnjeni z izrezljanimi arabeskami. Vse to je po vrsti obdano s frizom geometrijskega okrasja. Strani odprtine mihraba so okrašene s šestimi vpetimi marmornimi stebri (po trije na vsaki strani), katerih okrašeno izrezljani kapiteli so spolije, ki izvirajo iz Cordobe v Al Andaluzu in so jih v Marakeš prinesli Almohadi ali Almoravidi pred njimi. Mihrab na obeh straneh  prav tako obdaja dvoje vrat: vrata na desni so za shrambo minbara, medtem ko je vrata na levi služila imamu za vstop v mošejo. Vrata so prav tako obdana s stebri z več spolijskimi kapiteli iz Al Andaluza.
Vse te okrasne in arhitekturne elemente – kupole muqarnas, dekoracijo mihraba in hierarhično razporeditev lokov – najdemo v podobni obliki in postavitvi v mošeji Tinmal, ki je bila zgrajena v istem obdobju kot Kutubija, in v mnogih kasnejših mošejah, kot sta saadijska mošeja iz 16. stoletja Bab Doukala in Mouassine.

### Minaret

#### Celoten dizajn
Minaret je zasnovan v almohadskem slogu in je bil zgrajen iz lomljenca z uporabo peščenjaka. V preteklosti je bil prekrit z rožnatim ometom marrakši, vendar so se v 1990-ih strokovnjaki odločili razkriti prvotno kamnito delo in odstranili omet.
Zasnova je sestavljena iz visoke kvadratne ali kvadraste gredi, ki zavzema približno štiri petine njegove višine. Na vrhu tega glavnega jaška je ploščad, do katere se lahko pride iz notranjosti stolpa. Na vrhu tega je druga, manjša kvadratna gred, zaključena z žlebasto kupolo. Celotna višina stolpa minareta, od tal do vrha fiale, je približno 77 metrov. Glavna gred meri 55,68 metra v višino in ima kvadratno osnovo s stranico 12,81 metra. Drugi, zgornji del ima kvadratno osnovo, ki meri 6,88 metra na stranico in njegov zgornji rob (brez kupole in zaključka) sega do višine okoli 69,5 metrov nad tlemi.
Razmerje med višino in širino minareta je tako nekoliko več kot 5 proti 1, kar je zaznamovalo premik v zasnovi minaretov v Magrebu, saj so zaradi teh razmerij almohadski minaret višji in vitkejši v primerjavi s prejšnjimi severnoafriškimi primeri. Minaret Kutubija je pozneje postal model za kasnejše minarete, zgrajene v regijah, ki so prešle pod vpliv Almohadov.
Zaradi poudarjenosti stolpa je to mejnik Marakeša, ki ga ohranja odlok, ki prepoveduje gradnjo kakršnih koli visokih stavb (nad višino palme) okoli njega. Mujezin je s ploščadi na vrhu minareta tradicionalno dal ezan iz štirih kardinalnih smeri in pozval vernike k molitvi.

#### Zunanja dekoracija
Številne okrasne značilnosti minareta najdemo tudi v drugih verskih objektih v državi, kot je širok pas keramičnih ploščic na vrhu in menjavanje različnih, a povezanih motivov na vsaki fasadi minareta. Glavni jašek označujejo plošče iz pogreznjenega zidu, ki tvorijo slepe loke in slepe arkade različnih oblik, vključno z lambrekinskimi loki in sekajočimi se večlistnimi loki. Ti so postavljeni znotraj pravokotnih okvirjev okoli oken stolpa. Vsaka od štirih fasad ima drugačno serijo teh sestavov slepih lokov, vendar je najvišja stopnja enaka na vsaki fasadi in vsebuje ploščo štirih sekajočih se mnogoločnih lokov.
Površino stolpa je nekoč krasil barvni okras, ki je bil naslikan na malto ali mavčni premaz, ki je poudarjal nekatere slepe loke in niše. Čeprav so danes ostali le sledovi, so eden edinih ohranjenih primerov takšnega okrasja iz obdobja Almohadov. Dekoracija je večinoma izvedena v oker rumeni barvi na oker rdečem ozadju ali sicer s temno barvo na svetlem ozadju. Poleg nekaterih preprostih geometrijskih motivov so najbolj dovršeni primeri cvetlične kompozicije, ki temeljijo na motivu drevesa življenja. Obstajajo tudi medaljoni, ki vsebujejo stilizirane kufske napise z besedami al-Mulku Lillah (arabsko الملک للہ, latinizirano: 'Suverenost pripada Bogu') in al-'izzu Lillah (arabsko العز لله, latinizirano: 'Slava Bogu').
Bele in zelene ploščice blizu vrha minareta so z žeblji pritrjene na leseno ogrodje, vstavljeno v zidano površino za njimi. Jonathan Bloom navaja to ploščico, ki tvori mozaik s preprostim geometrijskim vzorcem, kot najzgodnejši zanesljivo datiran primer zellija v Maroku.
Nad tem pasom zellij je zgornji rob glavnega stebla minareta kronan s stopničastimi cinami. Manjša, sekundarna gred minareta, ki se tukaj dviga s ploščadi, je okrašena z večložnimi loki okoli para oken na vsaki od štirih fasad, ki so nato nadgrajene s ploščami s sebkastim okrasjem. Okoli vogalov gredi, med temi ploščami, so površine prekrite z nekakšno apneno barvo, ki je intarzirana z geometrijskim vzorcem, ki temelji na vzorcu osemkrake zvezde.

#### Fiala
Minaret je na vrhu s tradicionalnim zaključkom (džāmūr), palico s tremi kroglami, ki se manjšajo proti vrhu, pri čemer ima največja premer 2 metra. Krogle so narejene iz bakrene prevleke, zakovičene skupaj. Poleg bakrenih krogel, ki tvorijo fialo, je drog za zastavo, ki se uporablja za dvig verske zelene zastave preroka, kar mujezin počne vsak petek in ob verskih priložnostih.
Priljubljena legenda o kroglah, obstajajo različice, pravi, da so narejene iz čistega zlata. Legenda je bila prvotno povezana z minaretom mošeje Kazba južneje (ki ima podoben zaključek), danes pa je namesto tega pogosto povezana s Kutubijo. Ena različica legende trdi, da so bili nekoč le trije in da je četrtega darovala žena Jakuba al-Mansurja kot pokoro, ker je nekega dne med ramadanom tri ure prekinila post. Svoj zlati nakit je dala stopiti, da je oblikovala četrto kroglo. Druga različica legende pravi, da so bile krogle prvotno v celoti izdelane iz zlata, izdelanega iz nakita žene saadijskega sultana Ahmada al-Mansurja.

#### Notranjost minareta
Znotraj glavnega jaška je šest sob, ki si sledijo ena nad drugo. Na celoten stolp se je mogoče povzpeti po široki notranji klančini, ki je mujezinu omogočala, da jezdi na konju do vrha. Različne ureditve na zunanji fasadi minareta ustrezajo položajem okenskih odprtin, ki so na različnih točkah vzdolž vzpenjajoče se rampe v notranjosti. Prostori v notranjosti so prav tako oživljeni z različnimi stopnjami dekoracije in z obokanimi stropi različnih oblik. Najvišja (šesta) komora je še posebej opazna po okrasnem rebrastem kupolastem stropu (podobnem kupolam Velike mošeje v Cordobi) z muqarnas spandrelov in geometrijskimi vzorci. Nekatere površine sten v minaretu so prav tako izrezljane z različnimi grafiti v obliki arhitekturnih in okrasnih vzorcev, ki so jih verjetno pustili obrtniki in arhitekti, ki so dolga leta delali na mošeji.